# 5745 (année hébraïque)
5745 (hébreu : ה'תשמ"ה , abbr. : תשמ"ה) est une année hébraïque qui a commencé à la veille au soir du 27 septembre 1984 et s'est finie le 15 septembre 1985. Cette année a compté 354 jours. Ce fut une année simple dans le cycle métonique, avec un seul mois de Adar. Ce fut la cinquième année depuis la dernière année de chemitta.
En l'an 5745, l'État d'Israël a fêté ses 37 ans d'indépendance.

## Calendrier
Ce calendrier hébraïque de l'année 5745 donne les correspondances avec les dates du calendrier grégorien.
Le premier nombre dans chaque case correspond au jour du mois hébraïque. Les jours en couleurs sont des jours remarquables juifs ou israéliens.
| ◄◄ | 5745 | ►► |

## Événements
- Catastrophe de Bhopal
- Accord Jibril

## Naissances
- Dudi Sela
- Gal Gadot

## Décès
- Marc Chagall
- Yitzhak Kahane

5740 - 5741 - 5742 - 5743 - 5744 - 5745 - 5746 - 5747 - 5748 - 5749 - 5750